# 9-Nine
9-Nine은 파렛트 (게임 브랜드)가 개발하고 출판한 일본 성인용 비주얼 노벨 시리즈이다. 2017년 4월부터 2020년 4월까지 4개의 에피소드로 마이크로소프트 윈도우용으로 출시되었다. 이후 2022년 6월 플레이스테이션 4 및 닌텐도 스위치로 이식되었다. 비주얼 노벨의 영어 버전은 2019년 2월부터 2021년 3월까지 세카이 프로젝트에서 출시되었다. 추가 에피소드는 2021년 4월에 공개되었다. 카와치 이즈미의 삽화가 포함된 만화 각색판은 2021년 10월부터 후타바샤의 가우가우 몬스터 웹사이트를 통해 온라인으로 연재되었다. 애니메이션 TV 시리즈 각색판이 발표되었다.